# Marinebasis La Spezia
Die Marinebasis von La Spezia ist nach der Marinebasis Tarent der wichtigste Stützpunkt der italienischen Marine. Die Basis befindet sich im westlichen Teil des Golfes von La Spezia, unweit der Cinque Terre.

## Geschichte

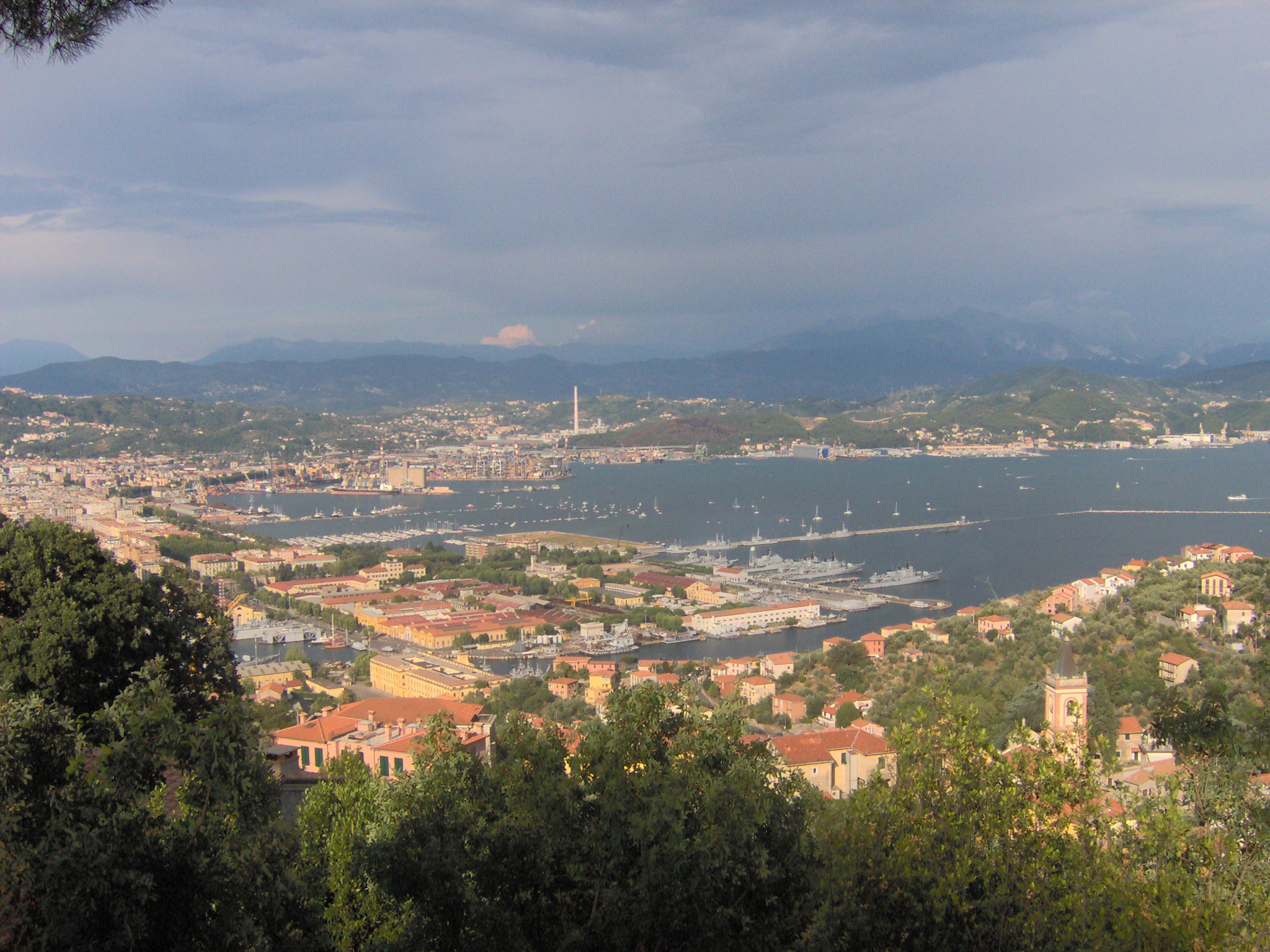
Hafen von La Spezia mit Arsenal im Vordergrund

Ab 1857 setzte der damalige Ministerpräsident und Marineminister Camillo Benso Graf von Cavour frühere Pläne Napoleons um, im Golf von La Spezia einen großen Marinestützpunkt zu erbauen und die damals in Genua beheimatete Flotte des Königreichs Sardinien und des späteren Königreichs Italien in den damals eher beschaulichen, aber gut geschützten Hafenort La Spezia zu verlegen. Domenico Chiodo, ein Ingenieuroffizier der Marine, wurde mit den Planungen betraut. Die Arbeiten begannen 1861 und endeten zunächst im Jahr 1869. In den Jahren danach wurde das Arsenal und auch der Stützpunkt immer wieder erweitert. Bis 1940 spielte La Spezia wegen der französisch-italienischen Flottenrivalität im Mittelmeer eine wichtige Rolle. Im Zweiten Weltkrieg richteten alliierte Luftangriffe schwere Zerstörungen an, die in der Nachkriegszeit behoben wurden. Das Marinearsenal war bis in die neueste Zeit unter technischen Gesichtspunkten der wichtigste Stützpunkt der italienischen Marine. Heute werden jedoch viele der ehemals im Arsenal durchgeführten Arbeiten an private Firmen wie Fincantieri vergeben. Kriegsschiffe werden im Arsenal schon seit langer Zeit nicht mehr gebaut.
Traditionell waren La Spezia und Tarent die beiden wichtigsten Flottenstützpunkte der italienischen Marine. Die in La Spezia stationierten Flottenverbände operierten besonders bis 1943 im westlichen Mittelmeer, die in Tarent beheimateten Einheiten vorwiegend im östlichen Mittelmeer. In den letzten Jahren hat sich der operative Schwerpunkt der italienischen Marine nach Tarent verlagert.

## Die Marinebasis heute

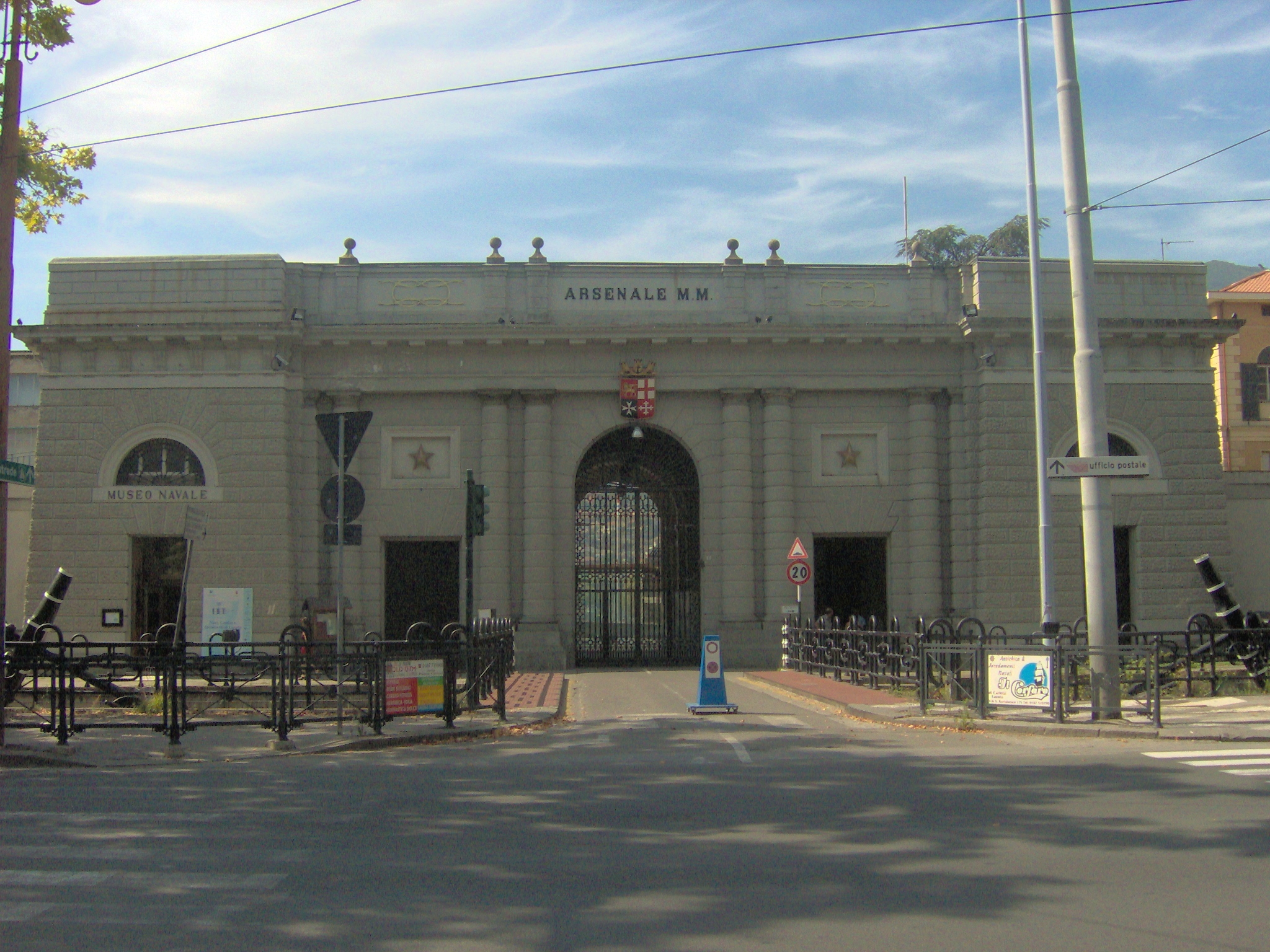
Haupteingang des Arsenals

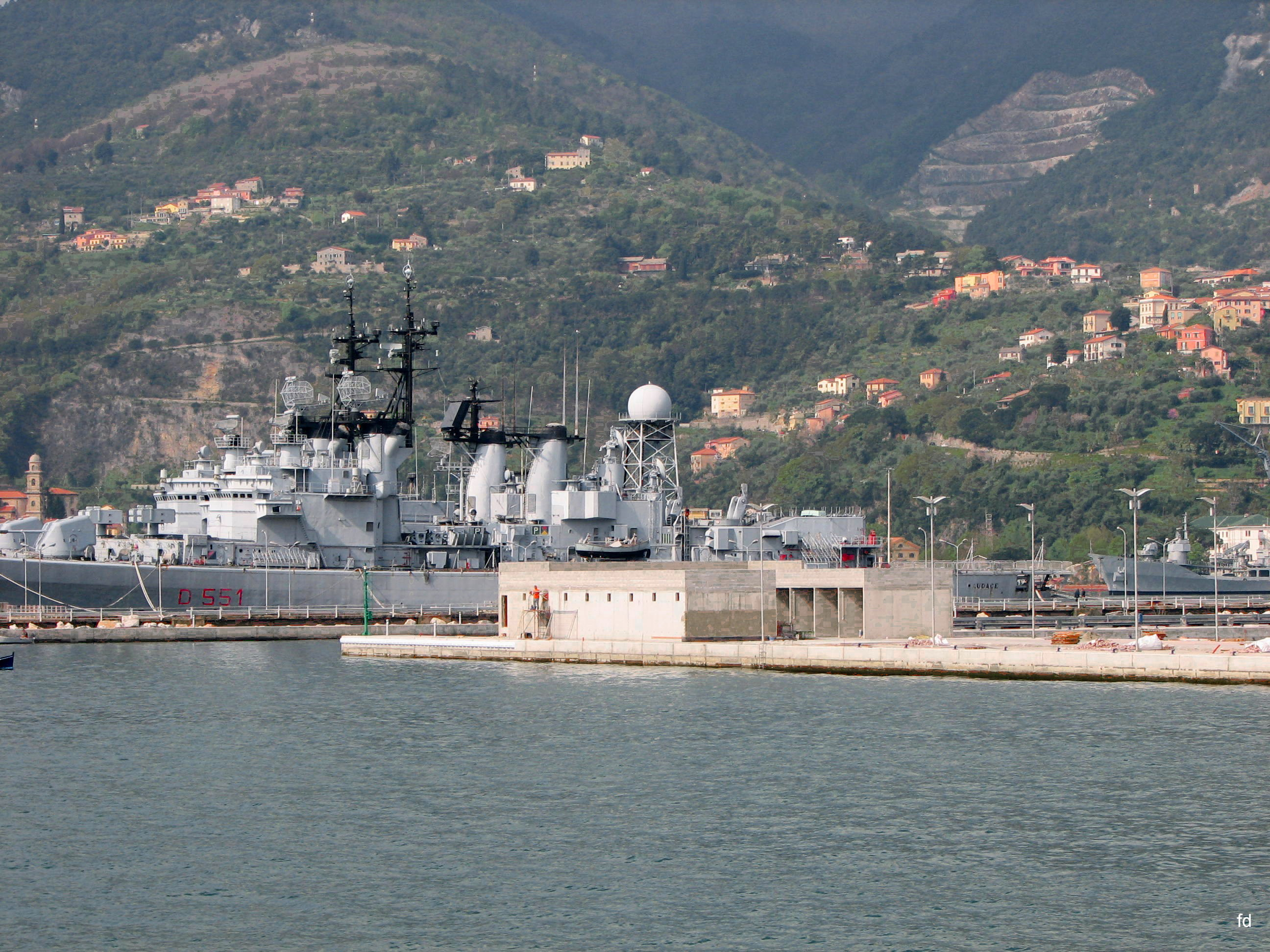
Marinehafen

Die Basis erstreckt sich auf einer Fläche von 165 Hektar und ist vollständig von einer mehrere Meter hohen Mauer umgeben. Neben dem Haupteingang (Ostseite) befindet sich ein Marinemuseum (Museo tecnico navale). Genutzt wird die Basis von verschiedenen Flottenverbänden der italienischen Marine. Dazu gehören etliche größere Einheiten wie Fregatten, die man nicht alle in Tarent konzentrieren möchte. Hinzu kommen Minenjagdboote und kleinere Unterstützungseinheiten. Einige Ausbildungsfahrzeuge der nahen Accademia Navale haben ihren Heimathafen ebenfalls in La Spezia. Im Südwesten des Stützpunktes, in der Nähe von Porto Venere, befindet sich auf einer im Golf gelegenen Halbinsel die Varignano-Festung. Dort haben die Spezialkräfte der Marine ihren Sitz (Comsubin). Zur Marinebasis gehört im weiteren Sinn auch der Marinefliegerstützpunkt Luni.